# Michael Chauvistré
Michael Chauvistré (* 10. September 1960 in Aachen) ist ein deutscher Regisseur und Filmproduzent.
Von 1982 bis 1986 studierte Michael Chauvistré Geschichte und Philosophie in Aachen und Konstanz; von 1982 bis 1984 war er Mitglied des Filmstudios an der Technischen Hochschule Aachen. 1985 und 1986 übernahm er erste Regie-Assistenzen am Theater.
1986 nahm er ein Studium an der Hochschule für Fernsehen und Film München auf. 1988 gründete er die Produktionsfirma Happy Endings Film. Seit 1990 produziert er eigene Dokumentarfilme und arbeitet parallel dazu als Kameramann.
1993 war er Mitbegründer der Dokumentarfilmwerkstatt auf der Insel Poel. 1997 nahm er an Schreibseminaren bei Doris Dörrie, Keith Cunningham und Tom Schlesinger teil, 1998 an einem Schauspielseminar bei John Costopoulos.
1999 drehte er seinen Abschlussfilm an der HFF München – die Kurzgeschichte „Pax“ als Episode des Spielfilms Midsommar Stories.
Von 2002 bis 2004 arbeitete er als Co-Autor mit Anke Stelling am Drehbuch zu Nimm mich mit nach dem gleichnamigen Roman von Anke Stelling und Robby Dannenberg.
Michael Chauvistré war von 2000 bis 2021 mit der italienischen Regisseurin Miriam Pucitta verheiratet und führte mit ihr bei einigen Filmen gemeinsam Regie. Es gibt zwei gemeinsame Kinder.
Er ist Mitglied der Deutschen Filmakademie und im Vorstand des Bundesverbandes Regie (BVR).

## Filmografie (Auswahl)
- 1989 Eine zufällige Begegnung
- 1990 Amore
- 1990 Mal sehen, was draus wird
- 1992 Die Zeit, die läuft
- 1993 Wenn dich keiner sieht und keiner hört
- 1993 Barbara und Fenja
- 1993 Klein Hundorf
- 1997 Schau mich nicht so böse an
- 1999 Midsommar Stories (Episode: Pax)
- 2001 Mit IKEA nach Moskau
- 2006 Der Traum des Vaters
- 2009 Tränen, die du lachst...
- 2010 Dann musst Du ins Heim!
- 2011 Friede Freude Eierkuchen
- 2016 Beer Brothers
- 2019 Träume habe ich viele